# بايوشوك
 بايوشوك (بالإنجليزية: BioShock) هي لعبة من نوع خيال علمي، أكشن-مغامرات، رعب البقاء، تصويب منظور الشخص الأول. صدرت في عام 2007 وهي متوفرة لـ ويندوز، بلاي ستيشن 3، إكس بوكس 360، ماك أو إس عشرة، وهي من تطوير إيراشينال جيمز (تو كي بوسطن)، ديجيتال إكستريمز، فيرال إنتراكتيف، ديميرج ستوديوزو نشر شركتي تو كي جيمز وفيرال إنتراكتيف.

## القصة
تبدأ اللعبة بالشخصية الرئيسية «جاك» أحد الركاب على متن طائرة سقطت في المحيط الأطلسي. كونه الناجي الوحيد، يشق جاك طريقه إلى منارة مجاورة التي تحتوي على محظ غواصات تأخذه إلى «رابتشر» وهي مدينة تحت الماء. يتواصل شخص اسمه «أطلس» عبر الراديو مع جاك ويرشده إلى بر الأمان بعيدا عن المخلوقات البشرية الغريبة التي دمرت المدينة وتنتشر فيها ويطلب منه مساعدته في إيقاف شخص اسمه «أندرو ريان» وهو الذي بنى المدينة ومسؤول عما يجري.

مدينة رابشر تحت الماء.

بطل اللعبة " جاك " يقوم بهجوم الصعقة الكهربائية على أحد الأعداء.

## أجزاء اللعبة
| العنوان       | السنة | الأنظمة                                            |
| ------------- | ----- | -------------------------------------------------- |
| بايوشوك       | 2007  | بلاي ستيشن 3، إكس بوكس 360، ويندوز، ماك أو إس عشرة |
| بايوشوك 2     | 2010  | بلاي ستيشن 3، إكس بوكس 360، ويندوز                 |
| بايوشوك إنفنت | 2013  | بلاي ستيشن 3، إكس بوكس 360، ويندوز                 |

## روابط خارجية
- بايوشوك على موقع IMDb (الإنجليزية)
- بايوشوك على موقع الموسوعة البريطانية (الإنجليزية)